# دالة مثلث
دالة المثلث (بالإنجليزية: Triangular function) هي دالة يأخذ رسمها البياني شكل مثلث. غالبًا ما يكون هذا مثلثًا متساوي الساقين ارتفاعه 1 وقاعدته 2، وفي هذه الحالة يشار إليه بدالة مثلث. تعتبر دوال المثلث مفيدة في معالجة الإشارات وهندسة أنظمة الاتصالات كتمثيل للإشارات المثالية، ودالة مثلث على وجه التحديد باعتبارها دالة نواتية لتحويل تكاملي يمكن من خلالها اشتقاق إشارات أكثر واقعية، على سبيل المثال في تقدير الكثافة النواتي. كما أن لديها تطبيقات في التضمين النبضي المرمز كشكل نبضي لنقل الإشارات الرقمية وكمرشح متوافق لاستقبال الإشارات.

Triangle function (alternate)

## تعريف الدالة
تُعرف الدالة كما يلي:
{\displaystyle {\begin{aligned}\operatorname {tri} (t)=\land (t)\quad &{\overset {\underset {\mathrm {def} }{}}{=}}\ \max(1-|t|,0)\\&={\begin{cases}1-|t|,&|t|<1\\0,&{\mbox{otherwise}}\end{cases}}\end{aligned}}}.